# Новая Деревня (Струго-Красненский район)
Но́вая Дере́вня — деревня в Струго-Красненском районе Псковской области России. Входит в состав Марьинской волости.

## География
Находится на северо-востоке региона, в центральной части района, на автодороге регионального значения 58К-366 «Цапелька — Плюсса» и около железнодорожного разъезда 197 км.
Уличная сеть не развита.

## История
Первое упоминание — 1935 год; тогда впервые фиксируется платформа на 197 км Октябрьской железной дороге. В 1941, 1944 — платформа 197 км, в 1955-м — полустанок Карьер. В 1956 году в результате переселения жителей главным образом из дер. Котяжи бывшего
Посадницкого сельсовета около разъезда 197 км образовалась деревня Новая Деревня. Разъезд 197 км упоминался в документах 1958, 1968, 1972 годов.
С 1995 года входит в состав Марьинской волости.

## Население
| 2001 | 2002 | 2010 | 2011 |
| ---- | ---- | ---- | ---- |
| 23   | →23  | ↘15  | ↗20  |

## Инфраструктура
Новодеревенская начальная школа (1958).
В 1956 году новопереселенцы перевезли из родной деревни Котяжи старую деревянную часовню Святителя Николая Чудотворца. В 1998 году на её месте возвели новую часовню.
Дачи.

## Транспорт
Деревня доступна автомобильным и железнодорожным транспортом. Остановка общественного транспорта «Новая Деревня».